# Coupe de France de football 1945-1946
 (février 2023).
Navigation
Coupe de France 1944-1945 Coupe de France 1946-1947
L'édition 1945-1946 de la Coupe de France est la 29e édition de la Coupe de France de football.

## Résultats

### Quatrième tour
Seuls sont indiqués dans cet article les résultats des clubs professionnels au 4e tour.
| Division        | Club                              | Score         | Club                | Division |
| --------------- | --------------------------------- | ------------- | ------------------- | -------- |
| Division 2 (D2) | FC Nantes                         | 0 - 1         | Olympique de Saumur | ?        |
| Division 2 (D2) | AS Troyes-Savinienne              | 1 - 2         | Entente Chaumont CG | ?        |
| Division 2 (D2) | FC Grenoble                       | 1 - 3         | Rhodia Roussillon   | ?        |
| Division 2 (D2) | SC Toulon                         | 0 - 1         | ES La Ciotat        | ?        |
| Division 2 (D2) | RC Vichy                          | 1 - 3         | USM Montargis       | ?        |
| Division 2 (D2) | Olympique d'Antibes-Juan-les-Pins | ? (match nul) | Hyères FC           | DH (D3)  |
| Matches rejoués |                                   |               |                     |          |
| Division 2 (D2) | Olympique d'Antibes-Juan-les-Pins | 0 - 1         | Hyères FC           | DH (D3)  |

### Cinquième tour
Seuls sont indiqués dans cet article les résultats des clubs professionnels au 5e tour.
| Division        | Club             | Score | Club           | Division |
| --------------- | ---------------- | ----- | -------------- | -------- |
| Division 1 (D1) | AS Saint-Étienne | 0 - 1 | US Annemasse   | DH (D3)  |
| Division 2 (D2) | SA Douai         | 1 - 2 | US Ruch-Carvin | PH (D4)  |
| Division 2 (D2) | Nîmes Olympique  | 1 - 0 | AC Arles       |          |

### Trente-deuxièmes de finale
| Division        | Club                     | Score      | Club                     | Division        |
| --------------- | ------------------------ | ---------- | ------------------------ | --------------- |
| Division 2 (D2) | Olympique alésien        | 3 - 1      | US Annemasse             | DH (D3)         |
| Division 2 (D2) | FC Nancy                 | 4 - 0      | Entente Chaumont CG      | ?               |
| DH (D3)         | AS Orléans               | 2 - 1      | Stade de Reims           | Division 1 (D1) |
| Division 2 (D2) | CA Paris                 | 1 - 1 a.p. | CA Vitry-sur-Seine       | ?               |
| Division 1 (D1) | RC Paris                 | 4 - 2      | US Ruch-Carvin           | PH (D4)         |
| Division 2 (D2) | Stade français FC        | 2 - 0      | UA Cognac                | ?               |
| Division 2 (D2) | USA Perpignan            | 3 - 1      | US Cazères               | DH (D3)         |
| Division 1 (D1) | Stade rennais UC         | 3 - 1      | AS Pathé-Cinéma Paris    | ?               |
| Division 1 (D1) | FC Rouen                 | 2 - 0      | ASA Maison-Alfort        | DH (D3)         |
| Division 1 (D1) | Red Star Olympique       | 4 - 2      | US Tourcoing             | ?               |
| Division 1 (D1) | FC Sète                  | 6 - 1      | AS Béziers               | Division 2 (D2) |
| Division 1 (D1) | FC Sochaux-Montbéliard   | 2 - 0      | FC Mulhouse 1893         | Division 2 (D2) |
| Division 1 (D1) | RC Strasbourg            | 2 - 1      | RCFC Besançon            | Division 2 (D2) |
| Division 2 (D2) | Toulouse FC              | 9 - 0      | Stade montois            | DH (D3)         |
| Division 1 (D1) | Olympique de Marseille   | 6 - 1      | AS Monaco FC             | DH (D3)         |
| Division 1 (D1) | Lyon OU                  | 2 - 0      | OGC Nice                 | Division 2 (D2) |
| Division 1 (D1) | Lille OSC                | 3 - 0      | AS Raismes               | DH (D3)         |
| Division 2 (D2) | Amiens AC                | 3 - 0      | ASF Le Perreux-sur-Marne | DH (D3)         |
| Division 2 (D2) | Angers SCO               | 2 - 1      | AS Brest                 | DH (D3)         |
| Division 2 (D2) | AS des Charentes         | 2 - 1      | Bordeaux EC              | DH (D3)         |
| DH (D3)         | SC Aniche                | 3 - 0      | CA Montreuil             | DH (D3)         |
| Division 1 (D1) | FC Girondins de Bordeaux | 2 - 1      | Chamois niortais FC      | DH (D3)         |
| Division 2 (D2) | ESA Brive-la-Gaillarde   | 3 - 1      | Nîmes Olympique          | Division 2 (D2) |
| DH (D3)         | ES Bully-les-Mines       | 0 - 0 a.p. | US Valenciennes-Anzin    | Division 2 (D2) |
| Division 1 (D1) | AS Cannes-Grasse         | 5 - 2      | AS Avignon               | Division 2 (D2) |
| DH (D3)         | US Le Vésinet            | 2 - 1      | CO Roubaix-Tourcoing     | Division 1 (D1) |
| Division 2 (D2) | US Le Mans               | 3 - 0      | US Normande              | DH (D3)         |
| Division 1 (D1) | Le Havre AC              | 2 - 0      | Paris UC                 | DH (D3)         |
| Division 2 (D2) | SR Colmar                | 1 - 0      | FC Metz                  | Division 1 (D1) |
| Division 2 (D2) | Stade clermontois        | 4 - 0      | FC Gueugnon              | DH (D3)         |
| Division 1 (D1) | RC Lens                  | 5 - 0      | US Auchel                | DH (D3)         |
| Division 2 (D2) | SO Montpellier           | 4 - 1      | Hyères FC                | DH (D3)         |
| Matches rejoués |                          |            |                          |                 |
| Division 2 (D2) | CA Paris                 | 3 - 0      | CA Vitry-sur-Seine       | ?               |
| DH (D3)         | ES Bully-les-Mines       | 2 - 0      | US Valenciennes-Anzin    | Division 2 (D2) |

### Seizièmes de finale
| Division                 | Club                     | Score      | Club                   | Division        |
| ------------------------ | ------------------------ | ---------- | ---------------------- | --------------- |
| Division 1 (D1)          | FC Girondins de Bordeaux | 2 - 1 a.p. | CA Paris               | Division 2 (D2) |
| Division 2 (D2)          | Toulouse FC              | 2 - 0      | ES Bully-les-Mines     | DH (D3)         |
| Division 1 (D1)          | FC Sochaux-Montbéliard   | 1 - 0      | SO Montpellier         | Division 2 (D2) |
| Division 1 (D1)          | FC Sète                  | 4 - 0      | ESA Brive-la-Gaillarde | Division 2 (D2) |
| Division 1 (D1)          | Red Star Olympique       | 5 - 2      | AS des Charentes       | Division 2 (D2) |
| Division 1 (D1)          | FC Rouen                 | 2 - 0      | RC Lens                | Division 1 (D1) |
| Division 2 (D2)          | Stade français FC        | 1 - 1 a.p. | AS Orléans             | DH (D3)         |
| Division 1 (D1)          | RC Paris                 | 2 - 2 a.p. | Angers SCO             | Division 2 (D2) |
| Division 1 (D1)          | Olympique de Marseille   | 2 - 2 a.p. | Le Havre AC            | Division 1 (D1) |
| Division 1 (D1)          | Lyon OU                  | 3 - 3 a.p. | Olympique alésien      | Division 2 (D2) |
| Division 1 (D1)          | AS Cannes-Grasse         | 2 - 0      | Amiens AC              | Division 2 (D2) |
| Division 2 (D2)          | Stade clermontois        | 1 - 0      | SC Aniche              | DH (D3)         |
| Division 2 (D2)          | SR Colmar                | 3 - 2      | RC Strasbourg          | Division 1 (D1) |
| Division 2 (D2)          | US Le Mans               | 2 - 2 a.p. | USA Perpignan          | Division 2 (D2) |
| DH (D3)                  | US Le Vésinet            | 2 - 1      | Stade rennais UC       | Division 1 (D1) |
| Division 1 (D1)          | Lille OSC                | 3 - 2      | FC Nancy               | Division 2 (D2) |
| Matches rejoués          |                          |            |                        |                 |
| Division 2 (D2)          | Stade français FC        | 1 - 1 a.p. | AS Orléans             | DH (D3)         |
| Division 1 (D1)          | RC Paris                 | 3 - 0      | Angers SCO             | Division 2 (D2) |
| Division 1 (D1)          | Olympique de Marseille   | 1 - 0      | Le Havre AC            | Division 1 (D1) |
| Division 1 (D1)          | Lyon OU                  | 3 - 1      | Olympique alésien      | Division 2 (D2) |
| Division 2 (D2)          | US Le Mans               | 5 - 2      | USA Perpignan          | Division 2 (D2) |
| Match rejoué une 3e fois |                          |            |                        |                 |
| Division 2 (D2)          | Stade français FC        | 2 - 1      | AS Orléans             | DH (D3)         |

### Huitièmes de finale
| Division        | Club                     | Score      | Club                   | Division        |
| --------------- | ------------------------ | ---------- | ---------------------- | --------------- |
| Division 1 (D1) | Lille OSC                | 1 - 0      | FC Rouen               | Division 1 (D1) |
| Division 1 (D1) | RC Paris                 | 4 - 3      | SR Colmar              | Division 2 (D2) |
| Division 2 (D2) | Stade clermontois        | 2 - 1 a.p. | US Le Vésinet          | DH (D3)         |
| Division 1 (D1) | FC Girondins de Bordeaux | 3 - 1      | FC Sète                | Division 1 (D1) |
| Division 1 (D1) | Red Star Olympique       | 3 - 1      | AS Cannes-Grasse       | Division 1 (D1) |
| Division 1 (D1) | Lyon OU                  | 2 - 1      | US Le Mans             | Division 2 (D2) |
| Division 2 (D2) | Stade français FC        | 2 - 0      | Toulouse FC            | Division 2 (D2) |
| Division 1 (D1) | Olympique de Marseille   | 2 - 1      | FC Sochaux-Montbéliard | Division 1 (D1) |

### Quarts de finale
| Division        | Club               | Score      | Club                     | Division        |
| --------------- | ------------------ | ---------- | ------------------------ | --------------- |
| Division 1 (D1) | Lille OSC          | 2 - 1 a.p. | RC Paris                 | Division 1 (D1) |
| Division 2 (D2) | Stade clermontois  | 4 - 1      | FC Girondins de Bordeaux | Division 1 (D1) |
| Division 1 (D1) | Red Star Olympique | 2 - 0      | Lyon OU                  | Division 1 (D1) |
| Division 2 (D2) | Stade français FC  | 3 - 1      | Olympique de Marseille   | Division 1 (D1) |

### Demi-finales
| Division        | Club               | Score | Club              | Division        |
| --------------- | ------------------ | ----- | ----------------- | --------------- |
| Division 1 (D1) | Lille OSC          | 7 - 1 | Stade clermontois | Division 2 (D2) |
| Division 1 (D1) | Red Star Olympique | 3 - 2 | Stade français FC | Division 2 (D2) |

### Finale
| Division        | Club      | Score | Club               | Division        |
| --------------- | --------- | ----- | ------------------ | --------------- |
| Division 1 (D1) | Lille OSC | 4 - 2 | Red Star Olympique | Division 1 (D1) |

## Synthèse

### Localisation des clubs engagés
| \| FC Girondins de Bordeaux AS Cannes Le Havre AC Lyon OU Olympique de Marseille FC Metz Stade de Reims Stade rennais UC FC Rouen FC Sète FC Sochaux-Montbéliard RC Strasbourg Amiens AC Angers SCO AS des Charentes RCFC Besançon SR Colmar US Le Mans FC Mulhouse 1893 FC Nancy Olympique alésien AS Avignon AS Béziers ESA Brive-la-Gaillarde Stade clermontois SO Montpellier OGC Nice Nîmes Olympique USA Perpignan Toulouse FC AS Orléans US Annemasse US Cazères Stade montois AS Monaco FC AS Brest Bordeaux EC Chamois niortais FC US Normande FC Gueugnon Hyères FC Entente Chaumont CG UA Cognac US Le Vésinet CA Vitry-sur-Seine ASF Le Perreux-sur-Marne \| Localisation des clubs engagés 1/32 de finale de Coupe de France |
| FC Girondins de Bordeaux AS Cannes Le Havre AC Lyon OU Olympique de Marseille FC Metz Stade de Reims Stade rennais UC FC Rouen FC Sète FC Sochaux-Montbéliard RC Strasbourg Amiens AC Angers SCO AS des Charentes RCFC Besançon SR Colmar US Le Mans FC Mulhouse 1893 FC Nancy Olympique alésien AS Avignon AS Béziers ESA Brive-la-Gaillarde Stade clermontois SO Montpellier OGC Nice Nîmes Olympique USA Perpignan Toulouse FC AS Orléans US Annemasse US Cazères Stade montois AS Monaco FC AS Brest Bordeaux EC Chamois niortais FC US Normande FC Gueugnon Hyères FC Entente Chaumont CG UA Cognac US Le Vésinet CA Vitry-sur-Seine ASF Le Perreux-sur-Marne                                                                        |

| \| Paris UC RC Paris Stade français FC CA Montreuil Red Star Olympique AS Pathé-Cinéma Paris CA Paris ASA Maison-Alfort \| Localisation des clubs de la région parisienne engagés 1/32 de finale de Coupe de France |
| Paris UC RC Paris Stade français FC CA Montreuil Red Star Olympique AS Pathé-Cinéma Paris CA Paris ASA Maison-Alfort                                                                                                |

| Paris UC RC Paris Stade français FC CA Montreuil Red Star Olympique AS Pathé-Cinéma Paris CA Paris ASA Maison-Alfort |

| \| CO Roubaix-Tourcoing US Tourcoing US Auchel SC Aniche ES Bully-les-Mines US Valenciennes-Anzin Lille OSC US Ruch-Carvin AS Raismes RC Lens \| Localisation des clubs du Nord de la France engagés 1/32 de finale de Coupe de France |
| CO Roubaix-Tourcoing US Tourcoing US Auchel SC Aniche ES Bully-les-Mines US Valenciennes-Anzin Lille OSC US Ruch-Carvin AS Raismes RC Lens                                                                                             |

| CO Roubaix-Tourcoing US Tourcoing US Auchel SC Aniche ES Bully-les-Mines US Valenciennes-Anzin Lille OSC US Ruch-Carvin AS Raismes RC Lens |

### Équipes par division et par tour
| Divisions / Manches | 1/32e de f. | 1/16e de f. | 1/8e de f. | 1/4 de f. | 1/2 f. | Finale | Vainqueur |
| ------------------- | ----------- | ----------- | ---------- | --------- | ------ | ------ | --------- |
| Division 1          | 17          | 14          | 10         | 6         | 2      | 2      | 1         |
| Division 2          | 21          | 14          | 5          | 2         | 2      | -      | -         |
| DH                  | 20          | 4           | 1          | -         | -      | -      | -         |
| < DH                | 6           | -           | -          | -         | -      | -      | -         |
| Total               | 64          | 32          | 16         | 8         | 4      | 2      | 1         |

### Ligues représentées par tour
| Ligues / Manches        | 1/32 de finale | 1/16 de finale | 1/8 de finale | 1/4 de finale | 1/2 finales | Finale | Vainqueur |
| ----------------------- | -------------- | -------------- | ------------- | ------------- | ----------- | ------ | --------- |
| Nord                    | 11             | 4              | 1             | 1             | 1           | 1      | 1         |
| Nord-Est                | 2              | 1              | -             | -             | -           | -      | -         |
| Lorraine                | 2              | 1              | -             | -             | -           | -      | -         |
| Alsace                  | 3              | 2              | 1             | -             | -           | -      | -         |
| Bourgogne-Franche-Comté | 3              | 1              | 1             | -             | -           | -      | -         |
| Auvergne                | 1              | 1              | 1             | 1             | 1           | -      | -         |
| Lyonnais                | 2              | 1              | 1             | 1             | -           | -      | -         |
| Sud-Est                 | 12             | 6              | 3             | 1             | -           | -      | -         |
| Corse                   | -              | -              | -             | -             | -           | -      | -         |
| Midi                    | 2              | 1              | 1             | -             | -           | -      | -         |
| Sud-Ouest               | 3              | 1              | 1             | 1             | -           | -      | -         |
| Centre-Ouest            | 4              | 2              | -             | -             | -           | -      | -         |
| Centre                  | 1              | 1              | -             | -             | -           | -      | -         |
| Ouest                   | 4              | 3              | 1             | -             | -           | -      | -         |
| Normandie               | 3              | 1              | 1             | -             | -           | -      | -         |
| Paris                   | 11             | 5              | 4             | 3             | 2           | 1      | -         |
| Total                   | 64             | 32             | 16            | 8             | 4           | 2      | 1         |

### Parcours des clubs professionnels
| Clubs                    | Parcours précédent | Parcours en 1945-1946 |
| ------------------------ | ------------------ | --------------------- |
| Lille OSC                | Finaliste          | Vainqueur             |
| AS Saint-Étienne         | 1/16 de finale     | 5e tour               |
| CO Roubaix-Tourcoing     | -                  | 1/32 de finale        |
| Stade de Reims           | 1/16 de finale     | 1/32 de finale        |
| Stade rennais UC         | 1/8 de finale      | 1/16 de finale        |
| RC Lens                  | 1/4 de finale      | 1/16 de finale        |
| FC Rouen                 | 1/4 de finale      | 1/8 de finale         |
| RC Paris                 | Vainqueur          | 1/4 de finale         |
| Olympique de Marseille   | 1/8 de finale      | 1/4 de finale         |
| AS Cannes                | 1/32 de finale     | 1/8 de finale         |
| Red Star Olympique       | 1/8 de finale      | Finaliste             |
| RC Strasbourg            | 1/32 de finale     | 1/16 de finale        |
| FC Sète                  | 1/32 de finale     | 1/8 de finale         |
| FC Girondins de Bordeaux | 1/8 de finale      | 1/4 de finale         |
| Lyon OU                  | 1/4 de finale      | 1/4 de finale         |
| Le Havre AC              | 1/16 de finale     | 1/16 de finale        |
| FC Metz                  | 1/32 de finale     | 1/32 de finale        |
| FC Sochaux-Montbéliard   |                    | 1/8 de finale         |

| Clubs                 | Parcours précédent | Parcours en 1945-1946 |
| --------------------- | ------------------ | --------------------- |
| FC Nancy              | 1/8 de finale      | 1/16 de finale        |
| Stade français FC     | 1/16 de finale     | 1/2 finales           |
| Angers SCO            | 1/32 de finale     | 1/16 de finale        |
| AS des Charentes      | 1/16 de finale     | 1/16 de finale        |
| FC Nantes             |                    | 4e tour               |
| SR Colmar             |                    | 1/8 de finale         |
| US Valenciennes-Anzin |                    | 1/32 de finale        |
| CA Paris              |                    | 1/16 de finale        |
| RCFC Besançon         | 1/16 de finale     | 1/32 de finale        |
| Amiens AC             | 1/32 de finale     | 1/16 de finale        |
| US Le Mans            | 1/16 de finale     | 1/8 de finale         |
| SA Douai              |                    | 5e tour               |
| AS Troyes-Savinienne  |                    | 4e tour               |
| FC Mulhouse 1893      | 1/32 de finale     | 1/32 de finale        |

| Clubs                             | Parcours précédent | Parcours en 1945-1946 |
| --------------------------------- | ------------------ | --------------------- |
| SO Montpellier                    | 1/32 de finale     | 1/16 de finale        |
| Toulouse FC                       | 1/2 finales        | 1/8 de finale         |
| Olympique alésien                 | 1/16 de finale     | 1/16 de finale        |
| Nîmes Olympique                   | 1/16 de finale     | 1/32 de finale        |
| OGC Nice                          | 1/2 finales        | 1/32 de finale        |
| Stade clermontois                 | 1/8 de finale      | 1/2 finales           |
| AS Avignon                        | 1/32 de finale     | 1/32 de finale        |
| FC Grenoble                       |                    | 4e tour               |
| Olympique d'Antibes-Juan-les-Pins |                    | 4e tour               |
| SC Toulon                         |                    | 4e tour               |
| USA Perpignan                     | 1/32 de finale     | 1/16 de finale        |
| RC Vichy                          | [ Note 1 ]         | 4e tour               |
| AS Béziers                        |                    | 1/32 de finale        |
| ESA Brive-la-Gaillarde            |                    | 1/16 de finale        |